# Боде (баронский род)
Боде (фр. de Bode) — эльзасский баронский род, во время Французской революции эмигрировавший в Российскую империю.
Один из представителей этого рода, М. Л. Боде (1824-88), унаследовал фамилию угасшего рода Колычёвых (1875), к которому принадлежала его мать.

## История
Родословие начинается с Якоба фон Боде (1585-1653), отец которого, французский дворянин, во время гонений Карла IX на протестантов (Варфоломеева ночь) удалился из Франции в Германию и поселился в Аахене (1572).
Действительный придворный советник Юст Фольрат, при последнем императоре германском из династии Габсбургов, Карле VI, возведён в баронское достоинство Римской империи. Четвёртый сын Юста-Фольрата, барон Людвиг-Фридрих, служил в австрийском войске под знамёнами принца Евгения Савойского и убит при осаде Темешвара, а пятый — барон Лотар Франц-Август служил в прусском войске майором. Старший сын последнего, барон Карл-Август-Людвиг, служил во французской службе полковником немецкого Цвейбрюккенского полка. Последний курфюрст—архиепископ Кёльнский, эрцгерцог Максимилиан, пожаловал ему (1788) иммедиатный лен Сульц-Унтервальден в Нижнем Эльзасе.
Когда вспыхнула Французская революция (1789), все лены Германской империи в Эльзасе были конфискованы Французской республикой, погибли и все фамильные бумаги рода Боде, впоследствии сведения о роде были извлечены из родового архива бельгийской фамилии маркизов де-Тразени (de Trazegnies), один из коих, маркиз Филипп-Игнатий-Иоахим де-Тразени, был женат на баронессе Марии-Элеонор-Агнес фон Боде.
Барон Карл Боде не принял Французскую революцию и прибыл в Россию, присягнул на русское подданство под именем барона Карла Илларионовича и благодаря активности жены, убедившей Екатерину Вторую помочь семье, получил обширные поместья в России (в Екатеринославской губернии, в Крыму и в Ропше Ямбургского уезда Петербургской губернии). 
Вдова его, урождённая английская дворянка Киннерслей, была гофмейстериной Баденского двора, († 1812) в Москве в ожидании очередной конфискации родовых земель французскими интервентами. Их старший сын, Клементий, был женат на дочери жившего в Петербурге богатого шотландца Гарднера — из семьи известных шотландских селекционеров. Его внуки от дочери Аделаиды — Николай, Василий, Дмитрий, Климент Аркадьевичи Тимирязевы.
Младший сын их, гофмаршал, а потом обер-гофмейстер барон Лев Карлович признан в России иностранным бароном (25 июня 1839), и причислен к баронам Российской империи (6 сентября 1840), а также причислены к баронам Российской империи и братья его, бароны Клементий, Андрей и Александр Карловичи (21 декабря 1842).

## Бароны Боде-Колычёвы
Высочайше утверждённым (13 мая 1875) мнением Государственного Совета, согласно определению Правительствующего Сената (от 29 апреля 1874), гофмейстеру, действительному статскому советнику барону Михаилу Львовичу Боде (1824—1888) дозволено принять фамилию и герб дворян Колычёвых (из рода которых происходила его мать, баронесса Наталья Фёдоровна Боде, рожд. Колычёва) и именоваться впредь бароном Боде-Колычёвым, с выдачей (20 мая 1880) копии с высочайше утверждённого герба. Старший брат его, Лев Львович, также был женат на Колычёвой и писался барон Боде-Колычёв.
Герб его внесён в XIII том Всеобщего Гербовника дворянских родов Всероссийской империи.

## Известные представители
- Боде, Александр Карлович (1790—1861) — винодел, директор училища виноградарства и виноделия в Судаке
  - Боде, Александр Адольфович (1865—1939) — учитель словесности в Рыбинске.
- Боде, Лев Карлович (1787—1859) — барон, обер-гофмейстер, герой Отечественной войны 1812 года
- Боде-Колычёв, Михаил Львович (1824—1888) — барон, обер-гофмейстер, историк, строитель
- Боде, Августин Клементьевич (1871—1915) — полковник русской армии.
- Боде, Николай Андреевич (1860—1924) — русский генерал[4]
  - Де Боде, София (1897—1918) — участница «Ледяного» похода.

Щит рассечён. В правой четырёхчастной половине герб Боде: в первой и четвёртой частях в лазоревом поле серебряный пояс, сопровождаемый вверху двумя, а внизу одной серебряными розами; во второй и третьей частях в серебряном поле чёрный орёл с червлёными глазами, языком и золотыми клювом и лапами. В левой золотой половине герб Колычёвых: посередине в червлёном поле, окружённом зелёным лавровым венком, изображён герб древних Владетелей Прусских — золотая корона, и под ней два серебряных креста с широкими концами, один под другим. В нижней части под венком на золотом поле видна боярская шапка, а внизу шапки чёрное копьё с серебряным остриём и серебряный восточный меч с чёрной рукоятью, положенные крестообразно, на них серебряный полумесяц с человеческим лицом, рогами обращённый вверх.
Над щитом баронская корона и три дворянских коронованных шлема. Нашлемники: среднего шлема — чёрный орёл с червлёными глазами, языком и золотыми клювом и лапами; правого шлема — зелёная ветвь, с тремя серебряными розмаринами между двух лазоревых орлиных крыльев, на каждом из которых серебряный пояс; левого шлема — зелёный кумиропоклонный дуб, между двух серебряных шестиугольных звезд. Намёты: среднего шлема — чёрный с серебром, правого шлема — лазуревый с серебром, левого шлема — червлёный с золотом. Щитодержатели: два золотых льва, из которых правый держит во рту зелёную лавровую ветвь, а в левой лапе — скипетр, а левый держит во рту зелёную масличную ветвь, а в правой лапе — золотую державу. Девиз: «DEUS HONOR ЕТ GLORIA» золотыми буквами на червлёной ленте. Герб барона Боде внесён в Часть 11 Общего гербовника дворянских родов Всероссийской империи, стр. 24. Герб графа Боде-Колычёва внесён в Часть 13 Общего гербовника дворянских родов Всероссийской империи, стр. 19.